# Agustoni
Agustoni es una localidad argentina de la provincia de La Pampa, dentro del departamento Maracó.

## Población
Contó con 284 habitantes (Indec, 2010), lo que representó un incremento del 6% frente a los 268 habitantes (Indec, 2001) del censo anterior.
El censo nacional 2022 arrojó 362 habitantes y 184 viviendas.
| Gráfica de evolución demográfica de Agustoni entre 1991 y 2022 |
|                                                                |
| Fuente: Censos nacionales del INDEC                            |